# وزارة شؤون المرأة والشؤون الاجتماعية
وزارة شؤون المرأة والشؤون الاجتماعية (بالأمهرية: የሴቶች፣ ህፃናትና ወጣቶች ሚኒስቴር، MoWSA) هي دائرة حكومية إثيوبية مسؤولة عن ضمان حقوق المرأة ودعم دورها في المشاركة الاجتماعية والسياسية والثقافية، إضافةً إلى حماية رفاه وحقوق الأطفال في البلاد. تأسست الوزارة في عام 2014 بموجب الإعلان رقم 263/2014، وجاء إنشاؤها من خلال دمج وزارة العمل والشؤون الاجتماعية السابقة (MoLSA) في كيان واحد.
تشغل إرجوجي تيسفاي منصب الوزيرة الحالية منذ عام 2021.

## روابط خارجية
- الموقع الرسمي